# Jarryd Hughes
Jarryd Hughes (* 21. Mai 1995 in Wahroonga) ist ein australischer Snowboarder. Er startet im Snowboardcross.

## Werdegang
Hughes nahm von 2010 bis 2012 am Nor-Am Cup teil. Sein erstes Weltcuprennen fuhr er im Februar 2012 in Stoneham, welches er auf dem zehnten Platz beendete. Bei den Snowboard-Juniorenweltmeisterschaften 2012 in Sierra Nevada holte er Silber im Snowboardcross. Bei den Snowboard-Weltmeisterschaften 2013 im Stoneham errang er den 11. Platz. Im Dezember 2013 gewann er in Lake Louise sein erstes und bisher einziges Weltcuprennen.
Bei seiner ersten Olympiateilnahme 2014 in Sotschi kam Hughes auf den 17. Rang. Die Saison beendete er auf dem vierten Platz in der Snowboardcrosswertung. Bei den Snowboard-Weltmeisterschaften 2015 am Kreischberg kam er auf den 31. Platz. Im folgenden Jahr gewann er bei den Winter-X-Games 2016 die Goldmedaille. In der Saison 2016/17 erreichte er im Weltcup vier Top-Ten-Platzierungen, darunter Platz zwei in Feldberg und zum Saisonende den siebten Rang im Snowboardcross-Weltcup. Beim Saisonhöhepunkt den Snowboard-Weltmeisterschaften 2017 in Sierra Nevada errang er den 34. Platz.
Im Dezember 2017 konnte Hughes das Weltcuprennen der Saison 2017/18 im Snowboardcross in Schruns für sich entscheiden. Bei den Olympischen Winterspielen 2018 in Pyeongchang gewann er die Silbermedaille im Snowboardcross. Im folgenden Jahr errang er bei den Weltmeisterschaften in Park City den 35. Platz. Bei den Snowboard-Weltmeisterschaften 2021 in Idre (Schweden) wurde er zusammen mit Belle Brockhoff am 12. Februar Weltmeister Snowboardcross-Team. Zudem wurde er dort Elfter im Einzel. Im folgenden Jahr belegte er bei den Olympischen Winterspielen in Peking den 29. Platz.

## Teilnahmen an Weltmeisterschaften und Olympischen Winterspielen

### Olympische Winterspiele
- 2014 Sotschi: 17. Platz Snowboardcross
- 2018 Pyeongchang: 2. Platz Snowboardcross
- 2022 Peking: 29. Platz Snowboardcross

### Snowboard-Weltmeisterschaften
- 2013 Stoneham: 11. Platz Snowboardcross
- 2015 Kreischberg: 31. Platz Snowboardcross
- 2017 Sierra Nevada: 34. Platz Snowboardcross
- 2019 Park City: 35. Platz Snowboardcross
- 2021 Idre: 1. Platz Snowboardcross Team, 11. Platz Snowboardcross
- 2025 Engadin: 18. Platz Snowboardcross

## Weltcupsiege und Weltcup-Gesamtplatzierungen

### Weltcupsiege
| Nr. | Datum             | Ort         |
| --- | ----------------- | ----------- |
| 1.  | 21. Dezember 2013 | Lake Louise |
| 2.  | 16. Dezember 2017 | Montafon    |

### Weltcup-Gesamtplatzierungen
| Saison  | Platz | Punkte |
| ------- | ----- | ------ |
| 2011/12 | 31.   | 500    |
| 2012/13 | 56.   | 124    |
| 2013/14 | 4.    | 2090   |
| 2014/15 | 8.    | 842    |
| 2015/16 | 29.   | 740    |
| 2016/17 | 7.    | 2068   |
| 2017/18 | 14.   | 2025,1 |
| 2018/19 | 28.   | 488    |
| 2019/20 | 20.   | 845    |
| 2020/21 | 35.   | 26     |
| 2021/22 | 37.   | 45     |
| 2023/24 | 30.   | 110    |
| 2024/25 | 21.   | 115    |